# Trillian (datorprogram)
Trillian är ett datorprogram för utväxling av direktmeddelanden, utvecklat av det amerikanska företaget Cerulean Studios. Den första versionen av Trillian släpptes 1 juli 2001. Programmet kan koppla upp sig mot flera nätverk, bland andra AIM, ICQ, MSN Messenger, Yahoo! Messenger, Jabber och IRC.
Programmet namngavs efter Trillian, en figur i Liftarens guide till galaxen av Douglas Adams.